# Спать хочется
«Спать хочется» — рассказ русского писателя Антона Павловича Чехова. Впервые опубликован в «Петербургской газете» № 24 от 25 января 1888 года под подписью «А. Чехонте»; через 2 года вышел в составе сборника «Хмурые люди».

## Создание
О создании рассказа известно из переписки Чехова с издателем Плещеевым. Тот торопил Антона Павловича поскорее закончить «Степь», однако тяготевший к малой прозе Чехов был рад переключиться на полдня ради «плохонького рассказца» (как он сам его назвал в письме от 23 января) для «Петербургской газеты», тем более что тот принёс ему «быстрые» деньги (12 копеек за строку). Для «Хмурых людей» Чехов сократил описание мучений Варьки и добавил финальную фразу. Относительно идеи рассказа, критик Измайлов считал, что психологию невысыпающегося ребёнка Чехов почерпнул из гимназического детства и работы в семейной лавке.

## Сюжет
13-летняя Варька, потерявшая отца, нанимается служанкой в дом сапожника. Целый день она вынуждена исполнять поручения хозяев, но, несмотря на усталость, уснуть ей не удаётся, так как ей поручают убаюкивать плачущего ребёнка, который истошно кричит, не желая засыпать. От постоянного недосыпа Варька часто дремлет, сидя с ребёнком; она снова видит обстоятельства смерти своего отца. Однажды Варьке приходит простая мысль, как утихомирить мешающего ей ребёнка: она душит его «и через минуту спит уже крепко, как мёртвая…».

## Реакция
Рассказ вызвал неоднозначные отзывы, критику навлекла «нереалистичность» сюжета. В переписке беллетристов Н. М. Ежова и Лазарева-Грузинского первый придерживался этой позиции, в то время как второй идеализировал рассказ, называя его образцом для себя. Аналогичный спор возник у Эртеля с Горбуновым-Посадовым, где Эртель, отстаивая правдоподобность рассказа, заявлял о существовании таких случаев и приводил в пример свежую газетную статью, где малолетняя нянька накормила ребёнка спичками. Горбунов-Посадов, впрочем, пытался позже опубликовать сборник рассказов разных писателей, где собирался напечатать и «Спать хочется». Его наставник Лев Толстой, высоко ценивший Чехова, среди рассказов Антона Павловича особо выделял «Спать хочется».

### Ремейк
Писательница Кэтрин Мэнсфилд взяла из произведения Чехова идею для своего короткого рассказа «Ребёнок, который устал» (англ. The Child Who Was Tired).